# Chloe Gibson
Chloe Gibson (18 mai 1899 - 1er janvier 1995) est une metteuse en scène de théâtre et de télévision anglaise, qui a dirigé la soirée d'ouverture de Telefís Éireann le soir du Nouvel An 1961.

## Enfance et famille
Chloe Gibson est née à Torquay, Devon, Angleterre le 18 mai 1899. Elle est la fille de Walter Ernest Cawdle et Lotte Cawdle (née Saunders). Elle fréquente l'école Lauriston Hall à Torquay. Elle étudie brièvement la peinture, mais s'entraîne au discours et au théâtre après la Première Guerre mondiale. Elle joue avec un répertoire à Paignton, Devon et dirige une école de théâtre.
Son mari est Robert Brenon. Après sa retraite de Raidió Teilifís Éireann (RTÉ), elle vit à Dublin jusqu'à sa mort le 1er janvier 1995.

## Carrière
Gibson commence à diriger un certain nombre de spectacles en plein air, se produisant avec Cyril Maude. Sa première production est à Noël 1933 avec The blue bird au pavillon Torquay. Elle est membre des services de lutte contre les incendies de Londres pendant la Seconde Guerre mondiale, tout en apparaissant sur la scène des théâtres Apollo, Scala et Embassy dans de nombreuses pièces de théâtre en 1943 et 1944. Ses débuts de réalisatrice à Londres ont lieu au New Lindsay, Notting Hill Gate avec Power Without Glory en 1947, avec Kenneth More et Dirk Bogarde. Elle dirige ensuite un certain nombre de pièces de théâtre et est directrice de production au Civic Theatre de Chesterfield de 1950 à 1953. À partir du milieu des années 1950, elle devient productrice à la BBC et est l'une des premières femmes à diriger des pièces à la télévision. Family Portrait est l'une de ses premières productions à la BBC qu'elle dirige initialement en 1948 au Strand Theatre. C'est une pièce controversée sur la vie et la mort du Christ diffusée le dimanche de Pâques 1955. Cela enrage le cardinal Bernard Griffin de Westminster, qui l'a dénonce comme offensante pour les catholiques. Gibson reconnaît plus tard que la critique était justifiée, se convertissant au catholicisme en 1959. Parmi ses travaux notables à la BBC, elle réalise des épisodes de Maigret et Pepys' diary.
Gibson déménage à Dublin en 1961 lorsque Telefís Éireann est créé, réalisant le drame sous Hilton Edwards. Ses premières pièces en 1962 sont The shewing up of Blanco Posnet de George Bernard Shaw et Hello Out There de William Saroyan. Elle a réalisé des épisodes de Siopa an Bhreathnaigh de Niall Tóibín. Elle dirige ensuite deux pièces de Thomas Coffey, She stoops to Conquer d'Oliver Goldsmith et deux pièces de Micheál Mac Liammóir, dont son one-man show The Importance of Being Oscar. La pièce de Gibson Inquiry at Lisieux, une pièce sur Thérèse de Lisieux co-écrite par Adrian Vale, est mise en scène pendant le Festival de Théâtre de Dublin en 1963,.
Elle est nommée directrice du théâtre à la RTÉ en 1965, occupant ce poste jusqu'en 1971. Elle croit fermement que la télévision doit mettre en valeur la tradition théâtrale de l'Irlande et produit des œuvres de Brian Merriman, Brian O'Nolan, Lennox Robinson, Denis Johnston, Seán O'Casey, WB Yeats, Violet Florence Martin et Edith Somerville. Elle encourage également de nouveaux talents, Eoghan Harris, Hugh Leonard, John B. Keane et Bryan MacMahon. Gibson continue à diriger et joue un rôle clé dans la présentation de Samuel Beckett à la télévision, avec Happy Days et Beginning to End en 1966, mettant en vedette l'acteur préféré de Beckett, Jack MacGowran. En raison de son propre catholicisme, elle est respectueuse de la religion, mais reste radicale en ce qui concerne les inégalités sociales. Elle supervise des productions traitant des inégalités et de la pauvreté en Irlande, y compris Week in the Life of Martin Cluxton (1972), un drame primé sur les jeunes délinquants.
Elle est surtout connue pour les soap opera de longue durée de RTÉ, Tolka Row (1964-1968) et The Riordans (1965-1979). Gibson se préoccupe de questions sociales, Tolka Row traite de l'émigration, du chômage et de la faillite. Les Riordans est un drame rural, et son utilisation de lieux réels a suscité un intérêt international. En 1972, Dónall Farmer lui succède, mais elle continue de diriger pour RTÉ. Son dernier travail est un épisode de 1976 de la série Kilmore House.
Un documentaire, Born Bolshie, sur le rôle de Gibson dans le développement de la télévision irlandaise est produit par Double Dutch Films pour RTÉ. Il remporte un Jacob's Award en 1992.